# Городская мыза
Городска́я мы́за (нем. Stadtgut, эст. linnamõis) — тип мызы в остзейских губерниях Российской империи; большое земельное владение, принадлежавшее городу.

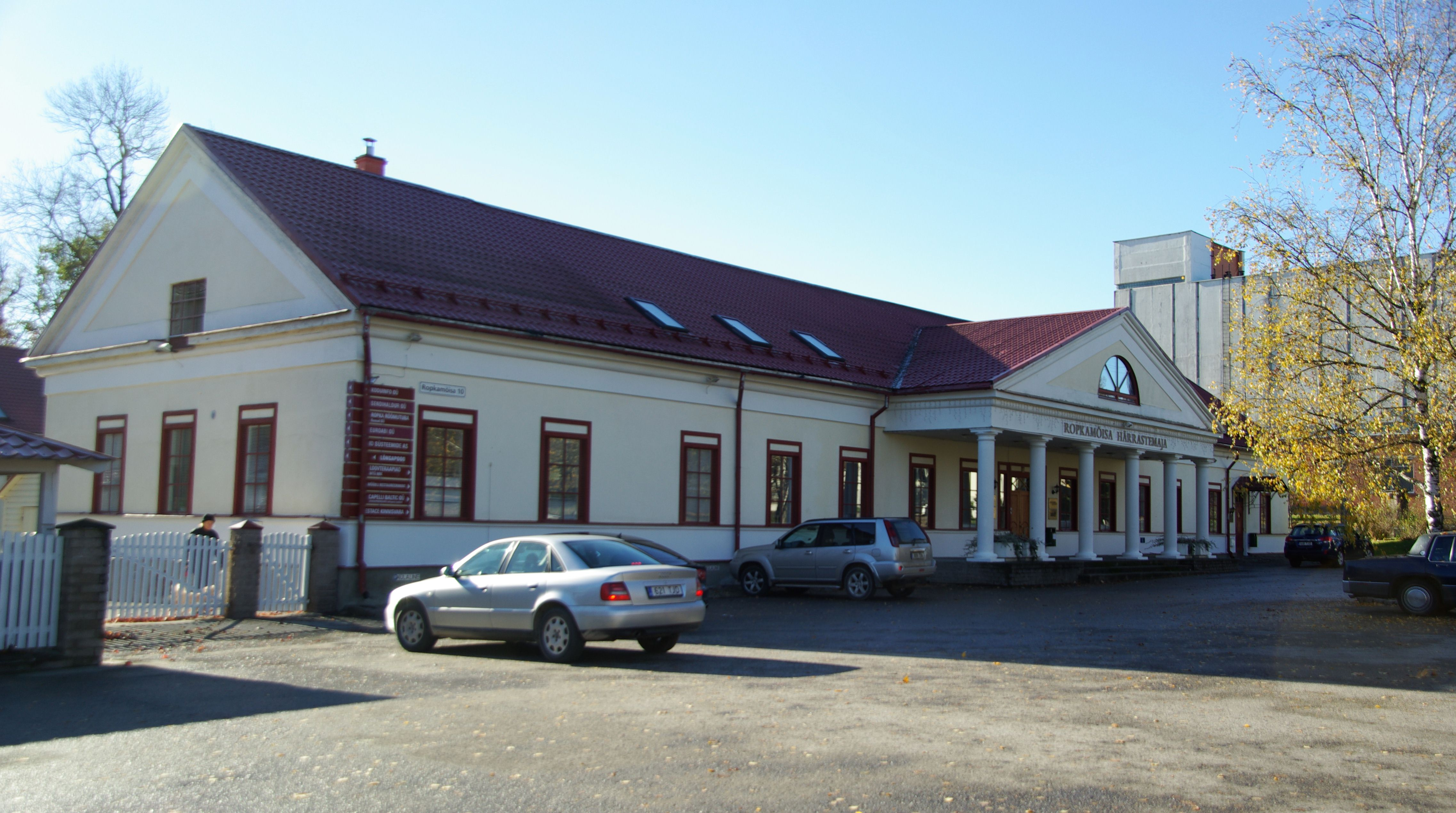
Главное здание мызы Ропка

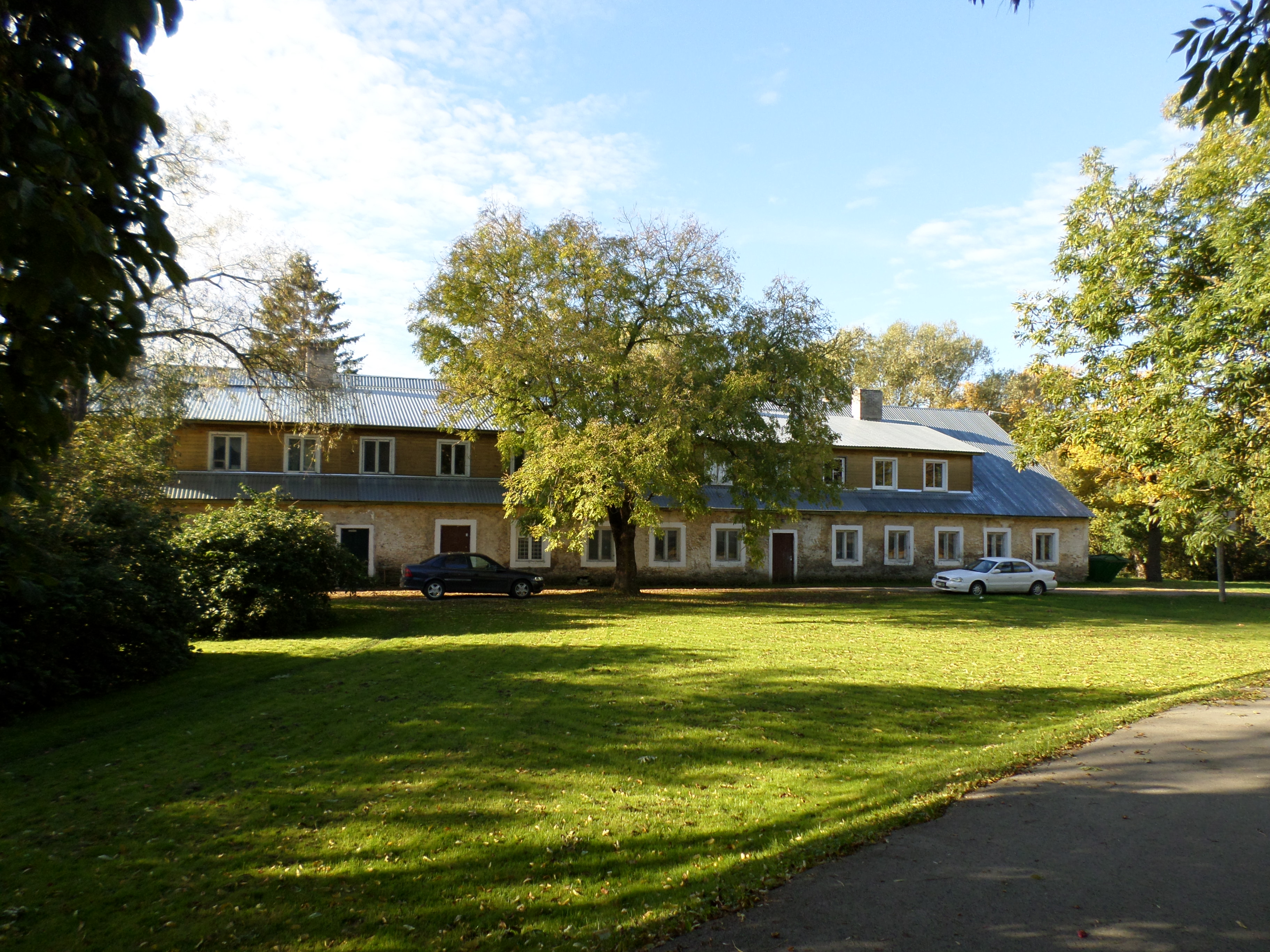
Дом для батраков мызы Лехмья

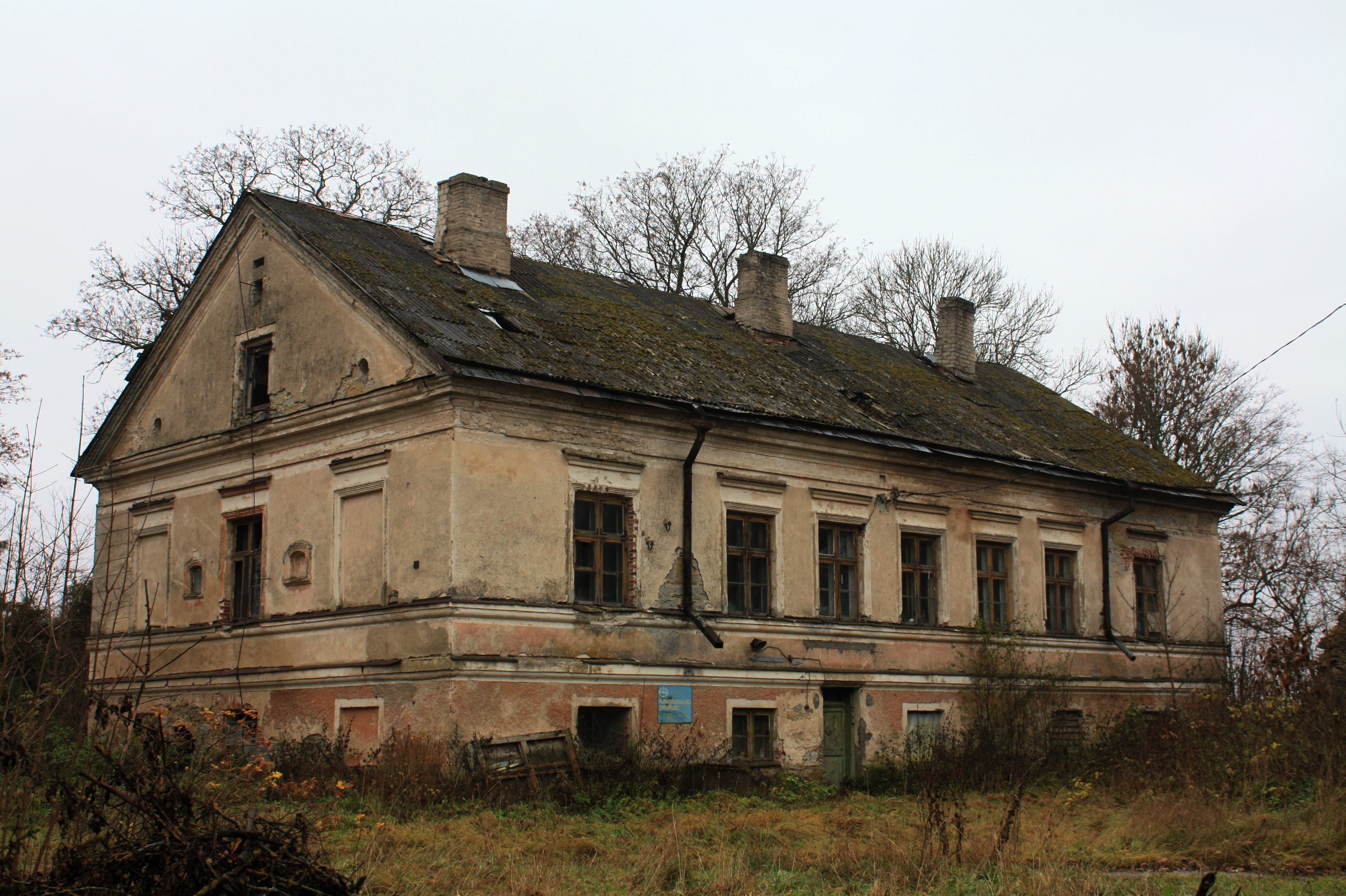
Главное здание мызы Раэ в 2010 году

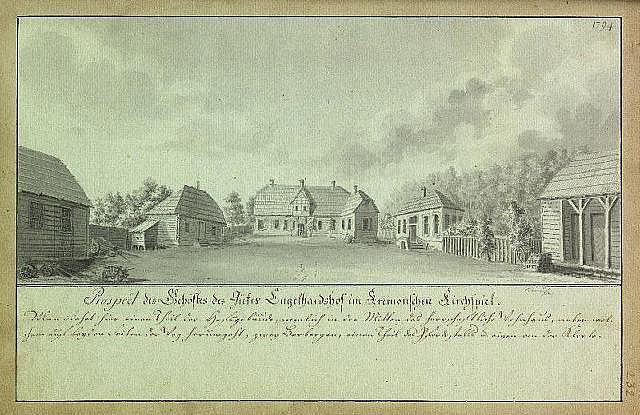
Мыза Капста в 1794 году. Рисунок Иоганна Вильгельма Краузе

## История
Городскими мызами управляли городские власти (магистраты) или они сдавались в аренду частным лицам. Это был существенный источник доходов города. Такие мызы обычно находились недалеко от города, которому принадлежали.
На территории Эстонии городские мызы появились в основном во второй половине 16-го столетия, после Ливонской войны. Города получали мызы или в качестве подарка от государства или покупали их; мызы могли быть самостоятельными хозяйственными единицами, подобными рыцарским мызам, а также побочными, скотоводческими или полумызами. Этот процесс завершился во второй половине 18-го столетия.
Земельная реформа 1919 года в Эстонии городские мызы не затронула. В 1926 году арендаторам городских мыз и другим мелким землевладельцам дали право потребовать принудительного отчуждения находившихся в их руках земельных владений. Некоторые городские мызы просуществовали как хозяйствующие субъекты до 1940 года.

## Городские мызы на территории современной Эстонии

### Курессааре
- Мыза Леммалснесь (нем. Lemmalsnäse, эст. Lõmala mõis) — Анзекюлаский приход[3].
- Мыза Тингист (нем. Tingist, эст. Tingiste mõis) — Каармаский приход[4].

### Нарва
- Мыза Замокрос (нем. Samokraß, эст. Arumäe mõis, Samokrassi mõis) — Вайвараский приход[5].
- Мыза Куттеркюлля (нем. Kutterküll, эст. Kudruküla mõis) — Вайвараский приход[6]. Принадлежала городу Таллину[7].
- Мыза Нётеберг (нем. Nöteberg, эст. Pähklimäe mõis, Pahklamäe mõis) — Вайвараский приход, побочная мыза мызы Замокрос (Арумяэ)[8].

### Пярну
- Мыза Виллофер (нем. Willofer, эст. Viluvere mõis) — Вяндраский приход, отделена от мызы Тори в 1628 году[9].
- Мыза Кастна (нем. Kastna, эст. Kastna mõis) — Тыстамааский приход[10].
- Мыза Рявасар (нем. Rawasaar, эст. Rääma mõis) — Пярну-Елизаветинский приход, первые сведения относятся к 1560 году[11][12].
- Мыза Рейденхоф (нем. Reidenhof, эст. Reiu mõis) — Пярну-Елизаветинский приход[11].
- Мыза Саук (нем. Sauck, эст. Sauga mõis) — Пярну-Елизаветинский приход, впервые упомянута в 1560 году[13].

### Таллин
- Мыза Фет (нем. Faeht, Fæht, эст. Väo mõis, также Tondi mõis) — Йыеляхтмеский приход[14].
- Мыза Каутель (нем. Kautel, эст. Kautjala mõis) — Юриский приход[15].
- Мыза Койтъярв (нем. Koitjärw, эст. Koitjärve mõis) — Куусалуский приход, принадлежала Таллину в 1733—1940 годах[16].
- Мыза Нехат (нем. Nehhat, эст. Nehatu mõis) — Йыэляхтмеский приход; с 1664 года, после отделения от мызы Саха, принадлежала Таллину[17].
- Мыза Йоханнисхоф (нем. Johannishof, эст. Rae mõis) — Юриский приход. С 16-го столетия принадлежала таллинскому госпиталю Святого Иоханнеса, затем до второй половины 17-го столетия городу Таллину[18].
- Мыза Хаберсти (нем. Haberst, эст. Haabersti mõis) — Кейлаский приход[19].

### Тарту
- Мыза Ропкой (нем. Ropkoy, ранее Karlefer, также Taubenhof, эст. Ropka mõis, ранее Karlevere mõis) — Тарту-Маарьяский приход, была подарена городу Тарту Генрихом фон Гильзеном в 1616 году и принадлежала ему до 1632 года[20][21].
- Мыза Садокюля (нем. Saddoküll, эст. Saduküla mõis) — Курсиский приход, принадлежала Тарту с 1634 года[22].
- Мыза Сотага (нем. Sotaga, эст. Sootaga mõis) — Эксиский приход; подарена королём Швеции Густавом Адольфом II городу Тарту в 1626 году и принадлежала ему до середины 20-го столетия[23].
- Мыза Яма (нем. Jama, эст. Jaama mõis) — Тарту-Маарьяский приход, принадлежала Тарту c 1733 года, после отделения от мызы Вазула[24].

### Валга
- Мыза Энгельгардсхоф (нем. Engelhardshof, Neu-Engelhardtshof, Aleksandershof, эст. Kapsta mõis, Englārte mõis) — Валгаский приход, полумыза.
- Мыза Вихманнсхоф (нем. Wichmannshof, эст. Laatsi mõis) — Валгаский приход, полумыза.
- Мыза Озельхоф (нем. Ohselhof, Alexandershof, эст. Oosoli mõis) — Валгаский приход[25].

### Вильянди
- Мыза Вийратси (нем. Wieratz, эст. Viiratsi mõis) — Вильяндиский приход, принадлежала городу Вильянди после отделения от мызы Вильянди в 1634 году[26].

## Городские мызы на территории современной Латвии

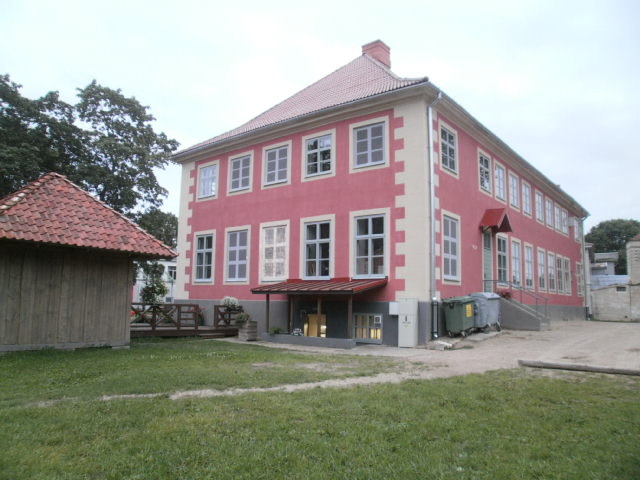
Главное здание мызы Лемсалу в 2012 году

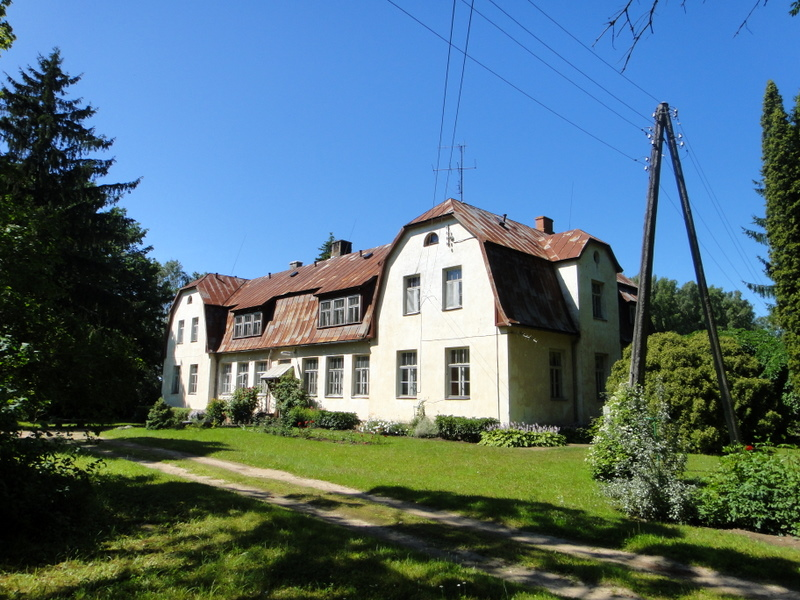
Главное здание мызы Ладе в 2011 году

### Рига
- Мыза Дрейлингсбуш (нем. Dreylingsbusch, также Dreilingshof, латыш. Dreiliņu muiža, также Dreiliņmuiža) — Бикерниекский приход[27].
- Мыза Золитуде (нем. Solitude, Birkenruh, Birkenhof, Helmutshof, Swanenborgshoff, латыш. Zolitūde muiža, также Bērzu muiža) — во владении Риги с 1877 года. На мызе начали производить торф, на мызных землях стали строить жилища, вокруг которых позже возник рижский микрорайон Золитуде[28].
- Мыза Шлос-Лемсаль (нем. Schloß Lemsal, латыш. Limbažu muiža, также Limbažu pilsmuiža) — Лимбажский приход; в 1816 году размер мызы составлял 23 и 3/8 сохи, в подчинении находилось 547 душ мужского пола и 624 души женского пола[29].
- Мыза Агоф (нем. Aahof, также Neuermühlen, латыш. Ādažu muiža) — Адажский приход.
- Мыза Вилькенхоф (нем. Wilkenhof, латыш. Viļķenes muiža) — Екатерининский приход; в 1816 году размер 11 сох, в подчинении 342 души мужского пола и 413 душ женского пола[30].
- Мыза Гаркис (нем. Garkisch, Gerkes, латыш. Gerķise muiža) — Лимбажский приход, сначала рыцарская мыза, затем принадлежала городу Риге.
- Мыза Ладенхоф (нем. Ladenhof, ранее Namküll, латыш. Lādes muiža) — Лимбажский приход; в 1816 году размер мызы 9 и 3/8 сохи, в подчинении 355 душ мужского пола и 413 душ женского пола[29].
- Мыза Луцаусхоф (нем. Lutzaushof, латыш. Lucavsalas muiža) — выкуплена Ригой в 1902 году и в 1904 году включена в границы города[31].
- Мыза Резенхоф (нем. Resenhof, также Rösenhof, латыш. Rēzas muiža) — Лимбажский приход, сначала рыцарская мыза, затем принадлежала городу Риге.

### Валмиера
- Мыза Йоханнисхоф (нем. Johannishof, латыш. Jānūparku muiža) — Валмиераский приход.

### Юрмала
- Мыза Гольмхоф (нем. Holmhof, латыш. Salas muiža) — впервые упоминается в 1616 году; в течение столетий меняла свой статус: была мызой, принадлежавшей Риге, государственной мызой, в которой некоторое время располагался военный гарнизон; арендованной государственной мызой, частной; в 1745 году по ходатайству, поданному Ригой в 1742 году царскому правительству, мызу вернули в собственность города; в 1747 году была сдана в аренду дворянскому семейству Гроте (Grote)[32].